# Hushållsost
L'Hushållsost (letteralmente: formaggio casalingo) è un formaggio tipico della Svezia.
Si tratta di un formaggio grasso semiduro, con piccoli buchi granulari, prodotto con latte intero di vacca.

## Storia
Il formaggio era prodotto tradizionalmente nelle aziende agricole; il nome hushållsost è presente nelle stampe almeno dal 1898.
Nel 2004 ha ottenuto dall'Unione europea il riconoscimento di specialità tradizionale garantita (STG).

## Caratteristiche
Il formaggio Hushållsost è prodotto in forme cilindriche di 1–2 kg, oggi avvolte in una pellicola di plastica prima di essere stagionate per circa 60 giorni. Il sapore è dolce, lievemente acido.
Con una produzione media annua di 15.000 tonnellate all'anno, l'hushållsost è il formaggio più diffuso in Svezia.